# Герасименко Ольга Василівна
Оля Герасименко-Олійник (нар. 10 червня 1958, Львів) — українська бандуристка, музично-громадська діячка. Перша професійна бандуристка, яка була задіяна як солістка з американськими симфонічними оркестрами.

## Життєпис
Народилась у Львові у родині бандуриста та конструктора бандур, професора Василя Герасименка.
Перед поселенням в США вона успішно виступала у складі тріо бандуристок під його керівництвом в Україні, Польщі, Німеччині, Іспанії, Японії, В'єтнамі та Філіппінах. Тепер, разом з чоловіком Юрієм Олійником, виступає в лекціях-концертах, презентуючи українську музику, культуру в коледжах, університетах, музеях та бібліотеках. Ольга Герасименко отримала вищу освіту у Львівській консерваторії ім. Лисенка та Київській консерваторії ім. П. Чайковського.
Її репертуар включає твори українських композиторів, а також світових класиків. Вона записала три концерти для бандури з оркестром Юрія Олійника, що став першим історичним записом, що включав бандуру, як сольний інструмент з симфонічним оркестром на компакт диску. За заслуги в пропаганді української культури за кордоном О. Герасименко була нагороджена званням Заслуженої артистки України в 1999 році.
У Сакраменто О. Герасименко організувала шкільний ансамбль бандуристів, Український ансамбль класичної музики, з якими активно пропагує українську музику і культуру перед різноманітною авдиторією.

## Праці
- Деякі особливості створення репертуару для наших ансамблів бандуристів // Бандура 1989 № 29-30